# Neoklasszicista zene
A neoklasszicista vagy újklasszicista zene a 20. század első felének egyik jelentős klasszikus zenei irányzata.

## Története, jellemzői
Az 1920-as években jelent meg a neoklasszicista irányzat, amely nevével ellentétben nem annyira a XVIII. századi klasszicista zene, mint inkább az azt megelőző barokk zene formai elveinek és stílusának felújítására, és a modern zene elmeinek összeegyeztetésére tett kísérletet. Ez egyben a romantikus zene hagyományainak megtagadását jelentette. A neoklasszicizmus elméleti megalapozása Ferruccio Benvenuto Busoni (1866–1924) és Erik Satie (1866–1925), illetve a költő Jean Cocteau (1889–1963) nevéhez fűződik. Ismertebb képviselője volt: Paul Hindemith (1895–1963), Alfredo Casella (1883–1947), Arthur Honegger (1892–1955), Bohuslav Martinů (1890–1959), Carl Nielsen (1865–1931), de Igor Sztravinszkij (1882–1971) munkásságának egy része is ide sorolható.

## Egyéb hivatkozások
- https://www.irodalmiradio.hu/femis/zene/korzene/modern.htm
- http://www.crescit.hu/dokumentumok/gimi/enekzene/20_szazad.pdf

## Kapcsolódó szócikk
- Zenetörténet